# Ervauville
Ervauville település Franciaországban, Loiret megyében. Lakosainak száma 564 fő (2022. január 1.). Ervauville Bazoches-sur-le-Betz, Chantecoq, Courtemaux, Foucherolles, Mérinville, Rozoy-le-Vieil és Saint-Hilaire-les-Andrésis községekkel határos.

## Népesség
A település népességének változása:
| Lakosok száma | 265  | 293  | 299  | 516  | 570  | 557  | 546  | 535  | 545  | 564  |
|               | 1968 | 1982 | 1990 | 2006 | 2013 | 2015 | 2017 | 2019 | 2020 | 2022 |